# Rotunda svete Katarine, Znojmo
Rotunda svete Katarine stoji v Přemyslovem gradu v moravskem mestu Znojmo. Zgodnjesrednjeveška rotunda je okrašena z romanskimi freskami iz leta 1134, ki predstavljajo češke in moravske vladarje ter kažejo prizore iz zgodovine države. Od leta 1962 je kulturni spomenik državnega pomena.

## Zgodovina
Glede na arheološke raziskave na gradbišču je bilo območje poseljeno že v bronasti dobi. Našli so ostanke starejše predhodnice. Romanska rotunda, prvotno posvečena oznanjenju, je bila verjetno obdana z obsežnimi zidom. Gradnjo pripisujejo vojvodi Bretislavu I., ki naj bi jo zgradil najpozneje 1019, ko je vladal. Mogoče sta se rotunda in grad pojavila šele v drugi polovici 11. stoletja, ko je bila Moravska razdeljena v tri poglavarstva (Brno, Znojmo in Olomuc). Prva omemba stavbe sega v leto okoli 1100, v čas vojvode Borivoja II. Tukaj so praznovali poroko. Njena vloga ni povsem jasna. Menijo, da sta jo uporabljala lastnik gradu in njegovo spremstvo, pa tudi da je bila božja hiša. Nima tribun, kar bi bilo značilno za zasebno cerkev. To vlogo bi morala prevzeti povišana oblika podkvaste kamnite klopi, menijo arheologi, katerih ostanke so našli med izkopavanjem. Ostal je napis iz 13. stoletja, ki pravi, da je princ Konrad II. Přemysl iz Znojma obnovil rotundo leta 1134 in jo okrasil s freskami, ki so se ohranile do danes.
Po ustanovitvi mesta Znojmo je rotundo leta 1226 kot podružnično cerkev prevzela župnija svetega Nikolaja. Od leta 1287 je pripadala župnijski cerkvi svetega Mihaela. Jindřich iz Lipe je cerkev in rotundo leta 1320 odstopil lokalnemu samostanu reda klaris. Leta 1551 je postala župnija svetega Mihaela del mesta, ki je leta 1555 prodalo samostan in rotundo. Kako je bila uporabljena v naslednjem obdobju, ni znano. Leta 1710 je nastala iz grajskega obzidja in delov gradu pivovarna Hostan, ob koncu 18. stoletja je bil v rotundi hlev. Od leta 1830 se je uporabljala kot plesna dvorana in pivnica. Leta 1879 je bila tu delavnica ustvarjalcev košar. Leta 1888 je bila stavba obnovljena in med letoma 1891 in 1893 so bile prvič obnovljene freske. Prenova se je nadaljevala leta 1938, od leta 1947 do 1949 in 1969. Novejše obnove so bile leta 1966 in 1991.
30. marca 1962 je bila rotunda razglašena z državnim zakonom Češkoslovaške republike št. 251/62 za kulturni spomenik državnega pomena. 

## Opis

### Zgradba
Rotunda je sestavljena iz ovalne ladje, ki ima na vzhodu pritrjeno apsido. Notranjost razsvetljujejo majhna romanska okna. Zid ni iz klasičnih romanskih blokov, ampak nepravilnih temnih kamnov, ki so skrbno večplastno zloženi. V zidu so žepi tramov odra.
Prvotno je bila v strehi lanterna, a je bila porušena v 18. stoletju. Lanterna ni bila vir svetlobe, saj je bilo v oboku le sedem majhnih odprtin, verjetno namenjenih za prezračevanje, vrv za zvonec, svetilke in podobno. Rotunda je bila verjetno prvotno ometana. Omet je odpadel ali je bil očitno očiščen v 18. ali 19. stoletju.

### Freske
Notranjost rotunde je pobarvana z romanskimi freskami. Slike pokrivajo celotno površino notranje stene v apsidi in ladjo od tal do kupole ter so razporejene v vzporednih pasovih.
V apsidi je v spodnjem pasu draperija, v sredini dvanajst apostolov pod arkadami, v kupoli blagoslov Kristusa v mandorli in simboli štirih evangelistov.
V ladji je najnižja skupina oblikovana s poslikano draperijo, nad tem so prizori iz Jezusove mladosti (Marijino oznanjenje, obiskovanje, sanje svetega Jožefa, Kristusovo rojstvo, oznanjenje pastirjev, poklon treh kraljev, pokol nedolžnih in beg v Egipt). Pas nad tem predstavlja imenovanje Přemyslvdov, je tudi osem znakov z vladarskimi simboli in plašči, ob vhodu v apsido sta dva ustanovitelja, Konrad II. iz Znojma in njegova žena Marija. Na zgornjem traku je deset vladarjev s plašči in devet vladarjih brez plaščev. Vladarji s plašči so češki, tisti brez plaščev so moravski Přemyslidi, eden od likov je s krono in žezlom kot kralj Vratislav II. Kupola je okrašena z golobico, ki simbolizira svetega Duha, spodaj sedijo štirje evangelisti ob mizi med štirimi kerubi.

## Pomen
Prenova rotunde je bila povezana s sporazumom med Konradom II. in češkim vojvodom Sobeslavom I., ki je bili leta 1125 na prestolu nezakonito, prisvojil si ga je v nasprotju z ustaljenim načinom nadrejenosti od Bretislava I. V prvih letih vladanja je zato vse druge pretendente zaprl. Tudi svojim sinovom je želel zagotovi praški prestol. Ko je odkril upor moravskega plemstva in kaznoval zarotnike, je moral najti ravnotežje in je iskal sporazum s Konradom II. Ta pakt je bil verjetno končan ob poroki Konrada z Marijo, hčerjo srbskega vladarja Uroša I. Nemanjića na gradu Znojmo leta 1134. Naslednja slika v rotundi s figurami vladajoče družine in legendo o nastanku dinastije in države naj bi simbolizirala Konradovo zahtevo po prestolu v Pragi.
Obstajajo tudi teorije, ki želijo premakniti freske v mnogo zgodnejši čas. Konec leta 1980 je zgodovinar Jaroslav Zástěra iz Znojma menil, da je bila rotunda zgrajena v velikomoravskem obdobju pod kraljem Rastislavom, nadškofom.  Slika svetega Metoda torej prikazuje moravske vladarje. Šele 1134 naj bi naslikali češke vladarje. Glede na najstarejšega znanega Borivoja I. Přemysla je moral biti sin Rastislav. Drugačna je teorija češkega publicista Václava Tatíčka 2001.  Po njem so freske nastale na predlog zadnjega opata samostana Sázava. Teoriji nista znanstveno priznani in že večkrat ovrženi.